# 대한제분
대한제분(大韓製粉)은 1952년에 설립된 이래 제분업 및 소맥분 판매업 등을 주사업으로 영위하고 있는 코스피 상장 기업이다. 곰표 브랜드가 유명하며 주요 제품으로는 곰표 밀가루를 비롯하여 국수, 파스타 류와 튀김가루, 부침가루 등의 프리믹스 제품이 있다. 대한제분의 소맥분 시장점유율은 2013년 기준으로 26%이다. 대한민국의 제분 산업은 시설 과잉과 소비 침체 등으로 어려운 상황이며 업체간 경쟁도 거세다.

## 역사
1952년 12월 25일 설립한 후, 1970년 11월 25일 한국거래소 유가증권 시장에 상장했다. 대한제분은 밀가루 생산 뿐 아니라 빵을 직접 만드는 베이커리 사업에도 진출하기 위해 2012년 호텔신라의 자회사 보나비가 운영하던 베이커리 브랜드 아티제를 인수했다. 곰표 밀가루는 동네 빵집에서 많이 쓰이는 대표적인 브랜드였는데, 대형 베이커리를 인수하면서 동네 빵집들의 반발이 거세었다. 이에 경쟁업체인 한국제분과 동아원이 동네 빵집들을 상대로 공격적인 마케팅을 펼치기도 했다.

## 연혁
- 1952년: 주식회사의 형태로 창립
- 1957년: 신관제분공장 신축
- 1970년: 대한사료공업(주) 인수, 한국증권거래소에 주식상장
- 1971년: 대한싸이로(주) 설립 (미국 PIFCO사와 합작 투자)
- 1979년: 한국 보덴(주) 설립 (미국 BORDEN INC사와 합작 투자)
- 1985년: 프리믹스 제품 생산개시
- 1986년: 프리믹스 제품 일본 수출개시
- 1996년: 종합연구소 설립, 해외사무소 설치
- 1998년: 프리믹스 공장 신축
- 2001년: 신극동제분 인수, 부산공장 준공
- 2004년: 인천공장 준공
- 2006년: 부산공장 준공
- 2007년: 인천 프리믹스 공장 준공
- 2008년: 인천공장 물류자동화창고 신축
- 2012년: (주)보나비 (아티제) 인수
- 2016년: 신 CI변경

## 역대 임원

### 명예회장
- 이종각 (2018년 ~ 2022년 2월)

### 회장
- 이종각 (2009년 ~ 2018년)

### 대표이사 회장
- 이한원(1969년 ~ 1978년)
- 이수남(1978년 ~ 1982년)
- 이종각(1978년 ~ 2009년)
- 이건영(2009년 ~ 현재)

### 대표이사 사장
- 이한원 (1952년 ~ 1969년)
- 이종구 (1969년 ~ 1977년)
- 김정석 (1977년 ~ 1984년)
- 김종성 (1984년 ~ 1997년)
- 장석재 (1997년 ~ 2003년)
- 이정희 (2003년 ~ 2012년)
- 송영석 (2012년 ~ 2016년)

## 버핏
2007년 워렌 버핏이 한국 방문 당시 한국 주식을 샀다고 밝힌 기업이다. 버핏은 신영증권, 대한제분, 한국전력, INI스틸(현 현대제철), 기아차 등을 샀으나, 포스코를 제외한 나머지 기업 주식은 이미 모두 처분했다고 밝혔다.